# Ri
Ri (притяжательная форма: ria) — гендерно-нейтральное местоимение единственного числа и третьего лица в эсперанто, предлагаемое как альтернатива гендерно ненейтральным li («он») и ŝi («она»). Оно используется некоторыми носителями языка, когда пол лица неизвестен или когда нежелательно называть его «он» или «она». В эсперанто использование этого местоимения называется riismo (буквально «ri-изм»).
12 мая 2020 года Маркос Крамер, член Академии Эсперанто, опубликовал исследование об использовании гендерно-нейтральных местоимений в эсперанто. Исследование приходит к выводу, что местоимение ri сейчас намного шире известно и используемо, чем десять лет назад, и это развитие сильнее среди молодёжи. Оно выявило, что это местоимение очень широко используется для того, чтобы говорить о небинарных людях, но также, что использование этого местоимения для того, чтобы говорить о неконкретном лице, практикуется на уровне, достойном рассмотрения.
Это местоимение официально не признано Академией эсперанто, хотя некоторые члены академии используют это местоимение. 24 июля 2020 года консультационная инстанция академии ответила на вопрос о местоимении для небинарных людей: 

«Этот вопрос затрагивает сложную тему, потому что в эсперанто нет традиционного местоимения для людей, которые идентифицируются как не принадлежащие к одному из традиционных гендеров, и до сих пор не появилось выражение, принятое всем языковым сообществом.
Академия эсперанто внимательно наблюдает, анализирует и обсуждает текущие языковое развитие и языковые дебаты. Как инстанция лишь консультационная, но никак не решающая, Языковая консультация не может сейчас предсказать рекомендацию или иное решение или интерпретацию Фундамента эсперанто, которые могут быть сделаны Академией».
Оригинальный текст (эсп.)La demando tuŝas malfacilan temon, ĉar en Esperanto ne ekzistas tradicia pronomo por homoj, kiuj identiĝas kiel ne apartenantaj al unu el la tradiciaj seksoj, kaj ĝis nun ne aperis esprimo akceptita de la tuta lingvokomunumo.

La Akademio de Esperanto atente observas, analizas kaj diskutas la aktualajn lingvo-evoluon kaj prilingvajn debatojn. Kiel instanco nure konsila, sed neniel decida, la Lingva Konsultejo ne povas nun anticipi rekomendon aŭ alian decidon aŭ interpreton de la Fundamento eble farotajn de la Akademio. 

Это местоимение было также использовано в текстах песен различными музыкантами, наиболее примечательно, в песнях музыкальной группы La perdita generacio.

## История
Точная история местоимения ri неясна; похоже, что оно было независимо создано несколько раз, так как не было много других оставшихся вариантов, которые как следуют шаблону других местоимений в эсперанто, так и не имеют другого значения в языке.
Первое известное использование этого местоимения было в 1976 году в журнале Eĥo Датской эсперанто-ассоциации, где оно было предложено употребляться вместе с уже существующими местоимениями li («он») и ŝi («она»). Приблизительно до 2010 года оно оставалось редко используемым экспериментальным словом, но после 2010 года его употребление значительно возросло, особенно среди молодых носителей языка в западных странах, совпадая с похожими изменениями, направленными к гендерно-нейтральному языку, в различных западных культурах.
«Полный справочник эсперанто-грамматики», авторитетная книга, посвящённая грамматике эсперанто, давал рекомендации против этого местоимения. Но с апреля 2019 года он описывает без предрассудков то, как это местоимение действительно используется на практике.

## Употребление
Местоимение ri используется, чтобы говорить:
- о лице в общем; например: Se iu alvenos frue, diru al ri, ke ri atendu, ĝis mi alvenos. Если кто-то придёт рано, скажи ему/ей, чтобы он(а) подождал(а) до того как я прибуду.
- о лице неизвестного гендера: Iu postlasis valizon, en kiu estas riaj ŝlosiloj. Кто-то оставил(а) чемодан, где есть его/её ключи.
- о лице небинарного гендера: Alekso kaj ria amiko estas ambaŭ neduumaj. Алекс и его/её друг оба небинарны.